# Akadémiai Aranyérem
Az Akadémiai Aranyérem kitüntetést a Magyar Tudományos Akadémia elnöke hozta létre 10/1960. MTA (A.K. 12. sz.) utasításával. Adományozója a Magyar Tudományos Akadémia Elnöksége. A díjat az Akadémia elnöke adja át a májusi közgyűlés keretében. Évente egy kitüntetés adományozható, kizárólag az Akadémia tagja számára, kiemelkedő tudományos, tudományos közéleti, tudománypolitikai és tudományszervezői tevékenység elismeréseként.

## A díjazottak
- 1961 Rusznyák István
- 1962 Novobátzky Károly
- 1963 Hevesi Gyula
- 1964 Erdei Ferenc
- 1965 Manninger Rezső
- 1966 Erdey-Grúz Tibor
- 1967 Ligeti Lajos
- 1968 Benedikt Ottó
- 1969 Korach Mór
- 1970 Szabó Imre
- 1971 Ernst Jenő
- 1972 Jánossy Lajos
- 1973 Gegesi Kiss Pál
- 1974 Lengyel Béla
- 1975 Pál Lénárd
- 1976 Bognár Géza
- 1977 Friss István
- 1978 Ortutay Gyula
- 1979 Major Máté
- 1980 Tolnai Gábor
- 1981 Straub F. Brunó
- 1982 Bognár Rezső
- 1983 Eörsi Gyula
- 1984 Szabó Zoltán Gábor
- 1985 Szentágothai János
- 1986 Pach Zsigmond Pál
- 1987 Szőkefalvi-Nagy Béla
- 1988 Pungor Ernő
- 1989 Keresztury Dezső
- 1990 Horn Artúr
- 1991 Erdős Pál
- 1992 Jermy Tibor
- 1993 Hadrovics László
- 1994 Donhoffer Szilárd
- 1995 Balogh János
- 1996 Borzsák István
- 1997 Kosáry Domokos
- 1998 Tarján Imre
- 1999 Stefanovits Pál
- 2000 Simonyi Károly
- 2001 Flerkó Béla
- 2002 Fejes Tóth László
- 2003 Harmatta János
- 2004 Halász Béla
- 2005 Markó László
- 2006 Michelberger Pál
- 2007 Keszthelyi Lajos
- 2008 Nemecz Ernő
- 2009 Császár Ákos
- 2010 Király Zoltán
- 2011 Király Tibor[1]
- 2012 Bárdossy György
- 2013 Damjanovich Sándor
- 2014 Jobst Kázmér
- 2015 T. Sós Vera
- 2016 Beck Mihály
- 2017 Vizi E. Szilveszter
- 2018 Kiefer Ferenc
- 2019 Harmathy Attila
- 2020 Keviczky László
- 2021 Palkovits Miklós
- 2022 Szemerédi Endre
- 2023 Vékás Lajos
- 2024 Pléh Csaba
- 2025 Sólyom Jenő